# Ardsley (Nowy Jork)
Ardsley – wieś w Stanach Zjednoczonych, w stanie Nowy Jork, w hrabstwie Westchester.